# تيس أوڤ ذي ديربيرڤلز
تيس أوڤ ذي ديربيرڤلز: امرأة نقية قدمت بأمانة، أيضاً عرفت بتيس أوڤ ذي ديربيرڤلز: امرأة بريئة ونقية، تيس أوڤ ذي ديربيرڤلز أو فقط تيس، هي رواية كتابها توماس هاردي، وقد تم أول نشر عام 1891. في البداية كانت نسخة خاضعة للرقابة ومسلسلة، ونشرت من خلال الصحيفة البريطانية المصورة، ذي جرافيك. رغم أنها الآن تعتبر من أهم الأعمال في الأدب الإنجليزي، واجه الكتاب العديد من التعليقات عند أول ظهور له، في الجزئية التي تشجع العادات الجنسية في ذاك العصر.النسخة الأصلية من الرواية معروضة المكتبة البريطانية،  نسخة محفوظة 4 ديسمبر 2012 على موقع واي باك مشين. توضح أن اسم الرواية الأصلى كان" دوتير أوڤ ذي ديربيرڤلز".  عام 2003 صنفت رقم 26 بناءً على درسات البي بي سي للكتب الأكثر قراءة. "

## ملخص الرواية

### الطور الأول: العذراء (1-11)
دارت أحداث الرواية في ريف ويسكس الفقير، خلال فترة الإكتاب الطويل. تيس هي أكبر أولاد چون وچوان دربيفيلد، فتاة فلاحة فقيرة غير متعلمة؛ بالرغم من ذلك، لدى چون قناعة بكلمات البارسون ترنغهم، أن هناك أحتمالية انتسابه للنبلاء، حيث أن «ديربيفيلد» بقايا «ديربيرڤيلد» وهو اسم عائلة نورمان النبيلة، والتي انقرضت الآن.
في نفس اليوم شاركت تيس في حفلة القرية للرقص، وهناك قابلت أنچيل كلير، الابن الأصغر لريڤيرند چيمس كلير، الذي كان في جولة مع أخواته الاثنان. وقف للمشاركة في حفلة الرقص، حيث رقص مع العديد من البنات. ولكنه لاحظ وجود تيس متأخراً للرقص معها، لأنه قد أعطى أخواته موعد للقاء. عند ذهابه تيس أحست بالإهانة.
والد تيس تعاطى الكثير من المشروب ولم يستطع الذهاب إلى السوق ليلا، فأضطرت تيس للقيام بهذه الرحلة. في الطريق غلب عليها النوم، والفارس الوحيد الذي تمتلكه العائلة جرح بشدة نتيجة لإصطدامه بعربة آتية فجأة وبسرعة من طريق جانيى. دم الفرس انتشرت على ثوب تيس الأبيض وفي هذا إشارة للأحداث التالية. أحست تيس بندم شديد إيذاء ما حدث، وقد اضطرت رغما عنها أن توافق على زيارة السيدة ديربيرڤلز، أرملة تعيش في تران تريدچ «مطالبة بالقرابة»، على غير علم بأن زوجها سيمون ستوك، اشترى لقب باروني، وتبنى لقب ديربيرڤلز ولكن في الحقيقة لا توجد قرابة بينهم.
تيس لم توفق لمقابلة السيدة ديربيرڤلز، ولكنها قابلت بالصدفة ابنها الفاسق، والذي أمن لها وظيفة حرس ورعاية الدواجن في العزبة. تيس كانت تكره أليك، ولكن كانت تتحمل اهتمامه الغير مرغوب فيه فقد لتعويض عائلتها عن خسارة الفرس. خطر اليكس كان يهدد عذرية وبرائة تيس ولكنها لم تستوعب لعدم اكتسابها أي خبرات مسبقة. فكان يدعوها بإبنة عمى، مما يوضح الإشارة إلى أنه حامى لها، ولكن في ليلة كانت تيس عائدة إلى المنزل مع الفلاحين وإذ هي تواجه مضايقات من أخريات، وظهر أليك وعرض عليها " المساعدة' فوافقت. وبدلا من أن يوصلها إلى المنزل، ساق بها في الضباب إلى بستان قديم يسمى" ذى تشيس" وعنده اعلمها بأنه فقد الطريق. غلب تيس النوم على المعطف الذي أعطاها إياه. ومن ثم رجع ليأخذ غرضه. قام بإغرائها إلى الفصل الذي يتبعه، وفيه إشارة أيضاً " لمطاردة لها عند البستان" وسيشار عليه بأنه مغتصب لاحقا.

### الطور الثاني: لم تعد عذراء (12-15)
عادت تيس إلى كوخ والديها، وظلت داخله حتى فصل الصيف.حيث انجبت طفلا مريضاً، عاش فقط أشهر قليلة. وفي آخر يوم له أقمت له معمودية بنفسها.بعدما أغلق والدها الباب لمنع القسيس من الدخول. ولكن ظل الرضيع في احتضاره. من ثم دفنته تيس مع أهاته تحت التراب، وصنعت له بيدها صليب ورشت قبره الذي هو صندوق برتقال بالورد.

### الطور الثالث: استعادة النشاط (16-24)
بعد أكثر من عامين على هزيمة ترانتريدچ، تيس، الآن في العشرين من عمرها، وجدت عملا خارج القرية، حيث لا يعلم أحد شئ عن ماضيها، فقد هي تعمل في محلبة تلبوسي، لدى السيد والسيدة كريك.هناك نشأت صداقات بينها وبين ليز، ريتي ومريان العملين معها، وتصادفة مع أنچيل كلير في المحلبة، والذي كان يتدرب على الفلاحة وإدارة محلبة تلبوثي.كل فتيات المحلبة كانوا يحبونه. ولكنه هو وتيس وقعوا في غرام بعضهم البعض.

### العواقب (25-34)

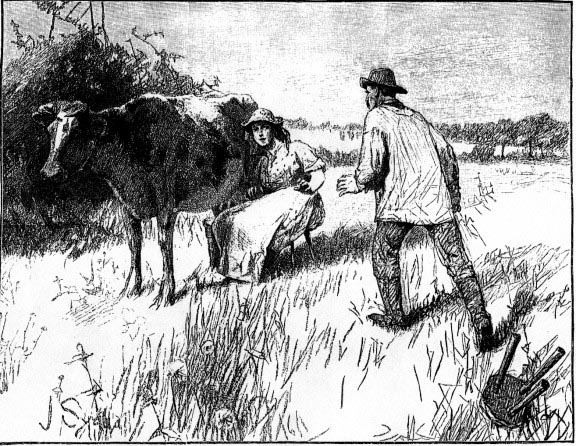
"هم مسرعاً من مجلسه... واتجه إلى ما ترغب فيه عيناه".1891 بريشة چوزيف سيدال"

قضى أنچيل بعض الأسابيع بعيد عن المحلبة، لزيارة أهله في إممنيستر.اخواته فيلكس وكوثبر عينوا وزراء. واستنكروا أنچيل وعاملوه بقسوة، ولكن أنچيل كان يراهم ضيقين الأفاق.عائلة كلرس دائماً كان لديهم أمل في أن يتزوج أنچيل من مرسى شانت، فإنها ناظرة تقيه، ولكن أنچيل كان يرى أن زواجة من فلاحة سيكون عملياً أكثر، ثم أخبر والدية عن تيس ووافقوا على مقابلتها.قال له والده عن مجهوداته لتغير عامة الجماهير، وعن فشله في تغير شخص يدعى أليك ديربيرڤلز.
عندما عاد أنچيل إلى المحلبة عرض على تيس الزواج.ومن هنا وضع أنچيل تيس في معضلة مؤلمة: لأنه يظن أنها عذراء، وهي متوجسة من الاعتراف له بما سبق لها.ولكن من شدة شغفها له وافقت على الزواج به، وأوضحت له أنها كانت قلقة مما سمعته عنه، بأنه يكره العائلات القديمة ومن ثم فهو لن يعترف بعائلتها.ولكنه سعد بخبر معرفة أنها من عائلة ديربيرڤلز لأن هذا سيناسب عائلة وسيوافقون على ارتباطهم.
كلما اقترب موعد الزواج، زاد قلق تيس. أرسلت خطاب إلى والدتها لطلب بعض النصائح، چوان نصحتها بأن تلتزم الصمت وكل الكتمان عن البوح بماضيها. ولكن غضب تيس زاد عندما جاء رجل من ترانتريدچى يدعى جروبى وتعرف عليها وبدء يلمح بفجاجة عن ماضيها. بعدها قررت تيس الاعتراف لأنچيل بالحقيقة، من خلال كتابة خطاب له تشرح فيه ما حدث ثم تضعه تحت الباب.عندما عاملها أنچيل بلطف اليوم التالى، فكرت تيس بأنه قد سامحها، ولكنها اكتشفت ان الخطاب تحت السجادة وانه لم يقراءة بعد فتخلصت منه.
بعيداً عن سوء الطالع سبب صياح الديك أثناء الظهيرة، قد مر الزفاف بسلاسة. قضى أنچيل وتيس أول ليلة في سكن قديم تابع لعائلة ديربيرڤل، وهناك قدم لزوجتة بروش من الألماس كانت تمتلكه جدته. عندما اعترف لها أنچيل بأنه كان لديه علاقة جنسية عابرة مع امرأة كبيرة في السن بلندن، تشجعت تيس للأعتراف له أيضاً، لاعتقادها بأنه سوف يسامحها.

### الطور الخامس: المرأة تدفع الثمن (35-44)
أصاب أنچيل الذهول لما أفصحت عنه تيس، واعلمها بصراحة بأن احترامه لها قد سقطت من عينه.وأمضى أول ليلة زواج على الأريكة. وبعد مرور بعض الأيام الصعبة، تيس أصبحت مدمرة وطلبت من أنچيل الانفصال، السماح لها كى تذهب إلى منزل والديها. أعطها أموال ووعدها بأن يحاول الانسجام مع ماضيها، ولكن حذرها من الاقتراب أو الإتصال به إلا إذا ارسل لها.بعد زيارة السريعة إلى والديه سافر أنچيل على متن سفينة متجهه إلى البرازيل لبدء حياة جديدة.وقبل رحيله قابل فتاة المحلبة ليز، وطلب منها الذهاب معه كعشيقة.فوافقة، وعندما سألها عن مدى حبها له، قالت له أن «لا أحد يمكن أن يحبه مثلما أحبته تيس! فأنها على استعداد أن توهب حياتها لك، وأنا لا استطيع أن افعل أكثر». عندما سمع هذا، تركها، ورجعت ليز إلى النزل باكية بمرارة.
عادت تيس إلى المنزل، ولكنها لم تحتمل الحياة هناك، من ثم قررت أن تعمل هي ومريان في مزرعة أكثر جوعا تدعى فلنت كومب أش؛ ومن بعد لحقت بهم ليز، في طريقها التقت مع جروبي وقام بتوبيخها، وعلمت أنه مديرها في العمل. وفي هذة المزرعة قام الثلاثة بعمل شاق جسدياً في المحلبة.
وفي يوم، عزمت تيس إلى زيارة عائلة أنچيل شخصياً إممنستر، أملا في مساعدتهم. وعند المقربة من بلوغ المقصد، التقت صدفة مع أخوات أنچيل الكبار مه السيدة مرسي شانت. ولكنهم لم يتعرفوا عليها، وعندما أصغت إلى حديثهم علمت أنهم يتحدثون عن زواج أنجيل الغير سليم، ومن ثم لم تجرؤ على التقرب منهم.وفي طريقها سمعت خطبة لواعظ، وصدمت عندما أكتشفت أنه أليك، الذي تحول إلى الميثودية على يد چيمس كلرز.

### الطور السادس: التحول (45-52)
تيس وأليك اهتزوا من هول المفاجئة، وتوسل إليها كى لا تغريه في هذة اللحظة المشؤومة التي تسمى الصليب في اليد. ومع ذلك ذهب إليها أليك في المزرعة طلباً الزواج منها. فأعلمته أنها متزوجة بالفعل. عاد أليك إلى كاندليمس وفي أوائل الربيع، عندها كانت تيس تعمل عمل شاق بماكينة الدراس. فأخبرها بأنه ما عاد واعظ وطلب منها البقاء معه. وعندما أساء بكلامه إلى أنچيل صفعته على واجه، ومن شدة اللطمة نزف دماً.ومن ثم علمت تيس من أختها، ليزا-لو، أن والدها مريض وأمها تموت.ذهبت تيس سريعا إلى المنزل لرعاية والديها.والدتها قريباً ما تعافت، ولكن على غير توقع مات والدها.
طردت العائلة من المنزل، حيث أن ديربيفيلد يمتلك مدى حياته فقط.أليك قال لتيس أن زوجها لن يأتي أبداً وعرض عليها أن يسكن عائلتها في عزبتة. تيس رفضت عرضه. وارسلت لأنچيل خطاب مزمور، يفيض بالحب، والتحقير الذاتي، والتمست منه الرحمة؛ الآن، بعد ذلك اعترفت لنفسها أن أنچيل أخطاء في حقها وكتبت له رسالة متعجلة قائلا أنها ستفعل كل ما تقدر عليه لتنساه، لمعاملتها بغير عدل.
قررت عائلة ديربيفيلد بأن تأجر غرف في برج كينج سبير، موروث من عائلة ديربيرڤلز، ولكن وجدوا أنه بالفعل أجر إلى أخرين. واضطروا إلى أخذ مأوي في فناء الكنيسة، تحت شباك ديربيرڤلز.دخلت تيس الكنيسة ومن بين كراسي الكنيسة، ظهر أليك. وأعاد الإلحاح.في لحظة يأس، نظرت تيس إلى المقابر وتمنت أن تكون ميته.
في هذا الوقت كان أنچيل مريض بشدة فو البرازيل، ومشروع مزرعة فشل، فسافر إلى إنجلترا. في طريقه، أباح بمشكلته مع تيس إلى شخص غريب، والذي قال له أنه مخطئ لترك زوجتة وحيدة؛ وأن كونها في الماضي لا يعنى شيئا ولكن ما ستكون عليه هو الأهم. وبدء من هنا ندم أنچيل لما فعله مع تيس.

### الطور السابع: الإستفاء (53-59)
بعد عودة إلى منزل عائلته، وجد أنچيل خطابين: خطاب تيس المفعم بالغضب والأخر فيه بعض السطور من مجهولين «ليز ومارين»، يحذروه لكى يحمى زوجته من «عدو متمثل في شكل صديق». ذهب أنچيل للبحث عن تيس وصدفاً قابل چوان، الآن ملابسها أنيقة وتسكن في كوخ لها. سألها عن تيس، فأجابة بأنها تعيش في ساندبورنى، منتجع سياحى جميل.هناك وجد تيس تعيش في مثوى فخم تحت اسم «السيدة ديربيرڤلز». عندما سأل عنها جاءت ولكن في كامل أناقتها ولكنها كانت أكثر تحفظاً.طلب منها أنچيل الغفران بلطف، ولكنها قالت جئت متأخراً؛ وأنها ظنت انه لن يعود لها أبداً، وأنها خضعت لأليك وأصبحت الآن زوجته. وطلبت بهدوء من أنچيل الرحيل وعدم العودة لها مرة ثانية. عندما رحل، ذهبت تيس لغرفتها وسجدت على ركبتيها باكيا نادمة. وبدءت في لوم أليك لأنه من أقنعها بأن أنچيل لن يعود لها يوماً. واتهمته بالخداع لأنه سبب في خسارتها لحب أنچيل لثاني مرة.
حاولت العاملة، السيدة بروكس، التنصت من تجويف الباب، ولكنها انسحبت مسرعة عندما اشتدت المناقشة حده. وبعدها رأت تيس تغادر المنزل، ولاحظت نقاط نت الدماء-بقع دم-على السقف. وطلبت المساعدة عندما وجدت أليك مقتول بطعنات على سريره.
أنچيل، أصبح محطم كلياً، وغادر ساندبورنى؛ تيس أسرعت كى تلحق به وتقول له أنها قتلت أليك، وأنها تتمنى أن تنال رضاه بذلك لانه هو من دمر حياتهم. لم يصدقها أنچيل في أول الأمر، ولكنه سامحها واعلمها بحبه الشديد لها. بدلا من الذهاب في اتجاه الساحل، مشوا في القرية، يخططوا للبحث عن مكان للاختباء إلى أن يتوقف البحث عن تيس ويستطيعون السفر إلى الخارج من خلال الميناء. ومن ثم وجدوا سكن وأقاموا فيه لمدة خمس أيام في سعادة عارمة، ولكن اكتشف وجودهم بواسطة خادمة.
ظلوا يتنقلون من مكان لأخر، في منتصف الليل، على صخرة ستونهنج استلقت تيس لترتاح .وقبل أن تنعس، طلبت من أنچيل أن يعتنى بأختها الصغيرة، ليز-لو، موضحة أنها تريده أن يتزوج بها بعد موتها. وجد أنچيل أنهم محاطون برجال الشرطة. وأخيراً استوعب أنچيل أن تيس ارتكبت جريمة قتل وطلب من الشرطة بصوت هامس أن يتركوها تستيقظ وحدها قبل القبض عليها. وعندما فتحت عينيها رأت الشرطة، قالت لأنچيل «أنها في غاية السعادة» لانها الآن فقط «لن أعيش لأحملك ما لا تتيقة وتحتقره». عند المغادرة قالت«أنا مستعدة».
نقلت تيس إلى سجن وينتشستر. انتهت الرواية عن مشاهدة أنچيل ويلز-لو من على جبل العلم الأسود الذي يشير إلى تنفيذ حكم الإعدام على تيس. أنچيل وليز-لو أخذوا بأيد بعضهم البعض ومشوا في طريق.

## الرمزية والموضوعات

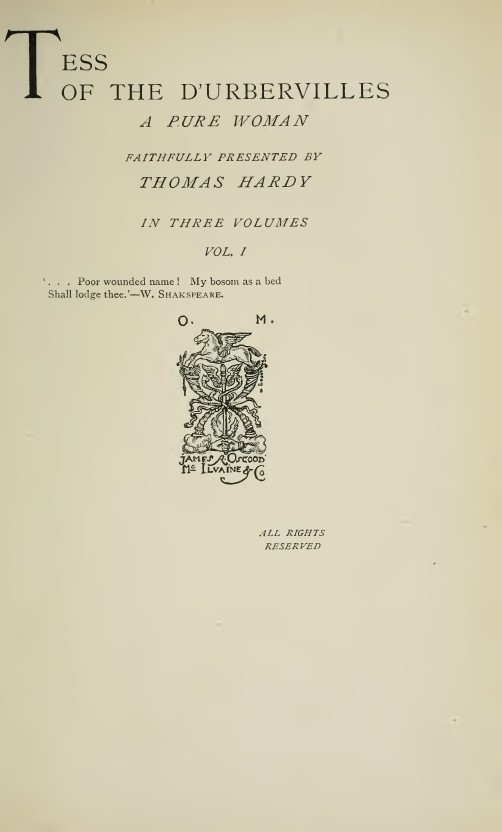
Tess d'Urbervilles

كتابات هاردي دائماً ما تصور «أوجاع الحداثة»، وهذا الموضوع واضح في رواية تيس، وصف أحد النقاد  أنها«الطاقة من الطرق التقليدية والقوة من القوى التي تدمرنا». هاردي وصف آلات الزراعة الحديثة بصورة جهنمية؛ أيضاً، في المحلبة، أوضح أن اللبن المرسل إلى سكان المدن يجب خلطه وتخفيفه بالماء لأنهم لن يستطيعوا هضمه كامل. تسرع وعنفوان الطبقة الوسطى جعله يرفض تيس، المرأة التي صورها هاردي كاحواء مملكة وسكس، دائمة الانسجام مع الطبيعة. عندما تركها وسافر إلى البرازيل، أصاب الشاب الوسيم المرض الشديد وخفض إلى صفراء الهيكل العظمى. وهذة العواقب تشير وتوضح أنها الأثار السلبية الناتجة افتراق الإنسان عن الطبيعة، وكلاهما سواء في إنشاء آلية مدمرة وعدم القدرة على الفرحة في طبيعة نقية.
مع ذلك، علق الناقد المركيسي ريموند ويليم على الرواية الإنجليزية من أول ديكنز إلى لورينس يسئل عن تعريف تيس الفلاحة الطبيعية بسبب الحركة الصناعية الحديثة. تيس لم تكون فلاحة، ولكن كانت فتاة ريفية متعلمة في مدرسة ومن الطبقة العاملة في المجتمع: لكنها عاشت مأساة نتيجة لتصديها، في طموحها كانت تريد أن تعلو وتنهض وكان لديها عزيمة على عيش عيشة كريمة (في محتواها الحب والجنس)، ولكن ليس «بالصناعة والتصنيع» ولكن بواسطة صاحب الأملاك أليك، المثالى الطموح أنچيل وأيضاً بتعاليم المسيحية والأخلاق في عائلتها والقرية.
من الموضوعات الأخري المهمة في الرواية هو الجنس ذات المعيار المزدوج الذي وقعت تيس ضحية بسببه؛ بالرغم من، أنها كانت بنسبة إلى هاردي، المرأة الصادقة والجيدة، إلا أنها دمرت وانتهكت من المجتمع المحيط بها قبل أن تفقد عذريتها قبل الزواج. لعب هاردي دور الصديق لتيس والمدافع عنها، ولهذا كان يريد أن يشير لصدقها في عنوان الرواية «امراة نقية مقدمة بأمانة» وتصدى لها بكلمات لويليام شكسبير في السيدان الفيرونيان «اسم فقير مجروح! حضن كسرير/مقدم أليك». بالرغم من أن هاردي بوضوح أراد أن ينقد العصر الڤيكتورى ونقاء النساء، المعيار الزدوج أيضاً جعل مأساة الفتاة ممكنه ومصدقه، وساعدت كآلية أوسع تتحكم في مصير تيس. هاردي أشار ببعض التلميحات أن تيس يجب أن تعاني حتمياً كسر فداء السلف من عائلتها لما صدر منهم من سؤء الأفعال، أو لتمنح الألهه حقهم من السعادة والإستمتاع، أو لأنها تملك القليل ولكنه قاتل وعجيب ورثته من عشيرتها القديمة.
العديد من مصادر الوثنية والكتب المقدس كتبوا عنها، تيس كانت بطريقة أو بأخرى مصورة على انها إلهة الأرض أو على أنها ضحية فداء. في بداية الرواية، شاركت تيس في احتفال سيريس، إله الحصاد، وعندما قامت معمودية أختارت مقوله من سفر التكوين، وهو كتاب الخلق، عبر أكثر من عهد جديد تقليدي. في النهاية، عندما وصل تيس وأنچيل إلى ستونهنج، ومن ثم العامة صدقوا أن هناك المعبد الوثنى، وأنها عن طيب خاطر ستذبح، وهنا تنفيذ واستفاء كامل للقدر والتضحية البشرية
هذة الرمزية توضح وتعكس تيس الممثلة في شخصياتها الطبيعة -الطبيعة الطيبة والجميلة، الخصبة وإمكانية استغلالها- بجانب صور وتشبيهات في الرواية حيث يعطى الرواية القوة والتشابك.سوء حظ تيس بدء عندما غلبها النوم وهي أخذه مهام والدها بسوق الفرس برنس إلى السوق، هذا أسفر عنه موت الفرس في حادثة؛ في ترانتريدچ، أصبحت كبيرة خدم؛ ومن ثم وقعت في غرام أنچيل أثناء عملها في المحلبة؛ وفي طريقها إلى فلنتكومب أش، قتلت تيس بعض الطيور لتخليصهم من العذاب والألم. في كل حدث تطل تيس كشخصية وهذا ليس فقط دعماً للرمز أو الإشارة ولكن بسبب «أن مشاعر توماس هاردي اتجاه تيس كان قوي جداً، وربما أكثر من أي شخصيات أخري له». 

## روابط خارجية
- تيس أوڤ ذي ديربيرڤلز على موقع الموسوعة البريطانية (الإنجليزية)